# 사이가타역
사이가타역(일본어: 犀潟駅)은 일본 니가타현 조에쓰시에 있는 동일본 여객철도 신에쓰 본선의 철도역이다. 단선 · 섬식의 형태를 합친 복합 구조의 철도 역사이다.

## 타는 곳
| 1 | ■ 신에쓰 본선 | (하행) | 가시와자키 · 나가오카 방면                |
| 2 | ■ 호쿠호쿠 선 |        | 도카마치 · 무이카마치 · 에치고유자와 방면 |
| 2 | ■ 신에쓰 본선 | (상행) | 나오에쓰 방면                             |
| 3 | ■ 신에쓰 본선 | (상행) | 구로이 · 나오에쓰 방면                    |

## 이용 현황
| 연도     | 이용 현황 | 연도     | 이용 현황 |
| 2000년도 | 3,959     | 2006년도 | 4,356     |
| 2001년도 | 4,065     | 2007년도 | 4,437     |
| 2002년도 | 4,140     | 2008년도 | 4,424     |
| 2003년도 | 4,107     | 2009년도 | 4,227     |
| 2004년도 | 3,924     | 2010년도 | 4,213     |
| 2005년도 | 4,132     |          |           |
| -------- | --------- | -------- | --------- |

## 역 주변
- 국도 제8호선
- 사이가타 병원
- 나오에쓰 전자공업

## 인접 정차역
| 동일본 여객철도 신에쓰 본선 | 동일본 여객철도 신에쓰 본선 | 동일본 여객철도 신에쓰 본선 |
| --------------------------- | --------------------------- | --------------------------- |
| 구로이 나오에쓰 방면        | ■ 보통                      | 도소코하마 니가타 방면      |
| 호쿠에쓰 급행 호쿠호쿠 선   |                             |                             |
| 구비키 무이카마치 방면      | ■ 호쿠호쿠 선               | 시·종착역                   |